# Cryocolaspis
Cryocolaspis là một chi bọ cánh cứng trong họ Chrysomelidae.
Chi này được Flowers miêu tả khoa học năm 2004.

## Các loài
Chi này gồm các loài:
- Cryocolaspis crinita Flowers, 2004